# Claville
Claville – miejscowość i gmina we Francji, w regionie Normandia, w departamencie Eure.
Według danych na rok 1990 gminę zamieszkiwały 862 osoby, a gęstość zaludnienia wynosiła 49 osób/km² (wśród 1421 gmin Górnej Normandii Claville plasuje się na 279. miejscu pod względem liczby ludności, natomiast pod względem powierzchni na miejscu 82.).